# Campeonato Nacional de Cuba 1967
El Campeonato Nacional de Cuba 1967 fue la 54 edición del Campeonato Nacional de Fútbol de Cuba. Comenzó el 8 de octubre y finalizó el 8 de noviembre.

## Formato
Los seis participantes disputan el campeonato bajo un sistema de liga, es decir, todos contra todos a visita recíproca; con un criterio de puntuación que otorga:
- 2 puntos por victoria
- 1 punto por empate
- 0 puntos por derrota.

El campeón sería el club que al finalizar el torneo haya obtenido la mayor cantidad de puntos, y por ende se ubique en el primer lugar de la clasificación.

## Resultados

### Clasificación
| Pos. | Equipo        | Pts. | PJ | G | E | P | GF | GC | Dif. |  |
| ---- | ------------- | ---- | -- | - | - | - | -- | -- | ---- |  |
| 1    | La Habana (C) | 17   | 10 | 7 | 3 | 0 | 14 | 3  | +11  |  |
| 2    | Orientales    | 13   | 10 | 5 | 3 | 2 | 14 | 9  | +5   |  |
| 3    | Oriente       | 11   | 10 | 4 | 3 | 3 | 17 | 11 | +6   |  |
| 4    | Occidentales  | 10   | 10 | 3 | 4 | 3 | 15 | 11 | +4   |  |
| 5    | Centrales     | 6    | 10 | 2 | 2 | 6 | 7  | 14 | −7   |  |
| 6    | Las Villas    | 3    | 10 | 1 | 1 | 8 | 13 | 32 | −19  |  |

 Fuente: RSSSF
|                                      |
| Bandera de Cuba                      |
| Campeón invicto La Habana 4.º título |